# Orgel van de Goede Herderkerk in Ede

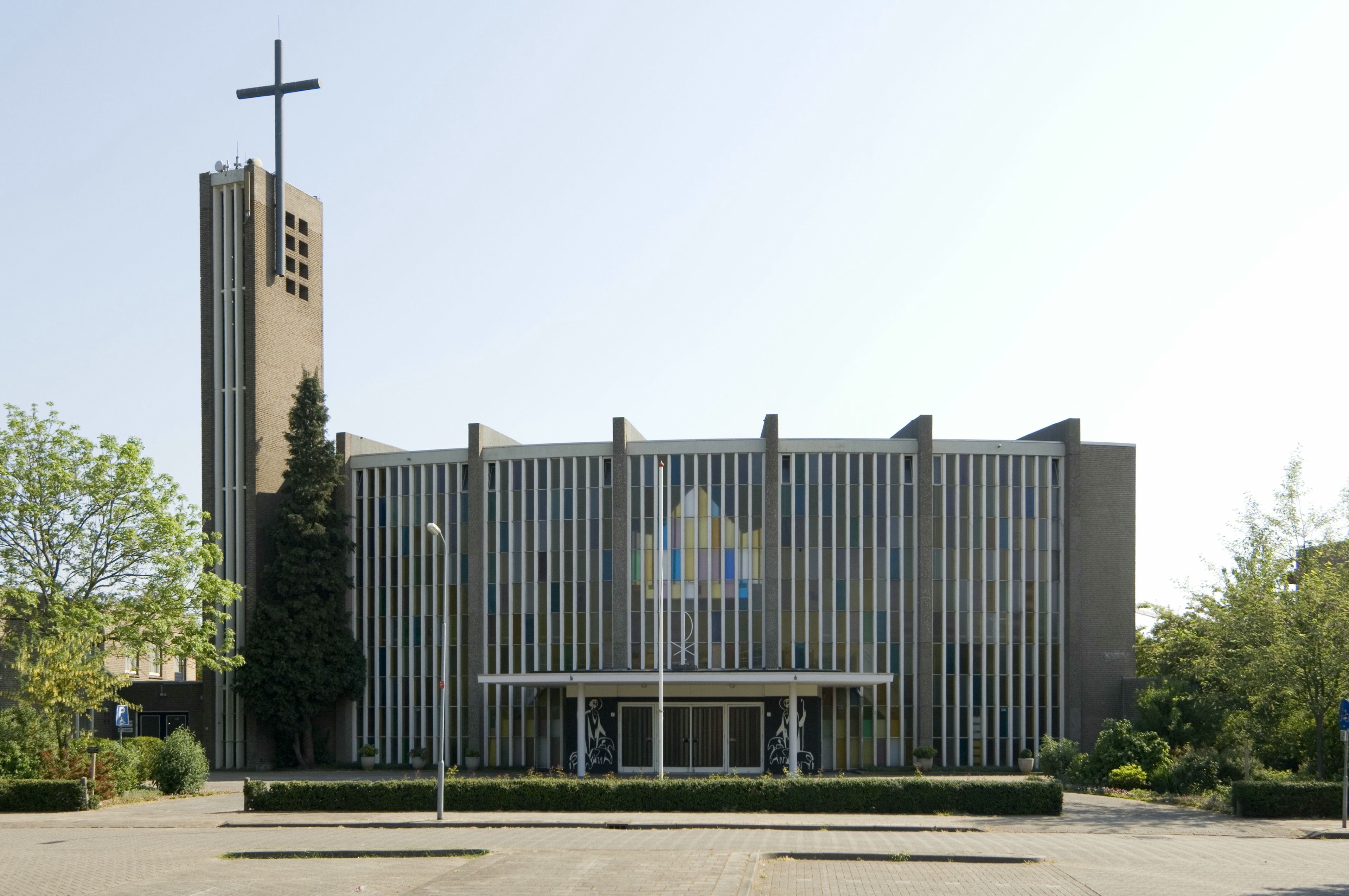
foto uit 2007, met de contouren van het orgel achter het glas

Het orgel van de Goede Herderkerk in Ede was een elektropneumatisch instrument en werd in 1959 door de firma Pels & Zn. uit Alkmaar geplaatst.
De speeltafel stond volledig los van de orgelkast, die schijnbaar zwevend boven de entree was aangebracht. De achterzijde van de orgelkast was van buiten duidelijk waarneembaar achter het glas. In 2014 werd, bij een verbouwing van de kerk, die overgenomen was van de Rooms-katholieke door een Baptistengemeente, het orgel afgebroken en opgeslagen. Het werd niet meer gebruikt en verkeerde niet meer in goede staat.
Hieronder volgt de dispositie:
| Manuaal I C-g’’’  |    |
| Prestant          | 8' |
| Bourdon           | 8' |
| Fluit (transm.)   | 4' |
| Mixtuur 3-4 sterk | 2' |

| Manuaal II C-g’’’     |    |
| Gemshoorn             | 8' |
| Gedekt (transm.)      | 8' |
| Prestant              | 4' |
| Fluit (transm.)       | 2' |
| Sesquialter 1-3 sterk | 3' |
| Tremolo               |    |

| Pedaal C-f’      |     |
| Subbas (transm.) | 16' |
| Gedekt (transm.) | 8'  |

| Koppelingen        |
| I+II               |
| P+I                |
| P+II               |
| Automatisch Pedaal |
| Tutti              |
| Oplosser           |